# ディスクリートキャット
ディスクリートキャット（Discreet Cat、2003年5月1日 - 2023年5月20日）はアメリカ合衆国生産、アメリカ合衆国とUAEで調教を受けた競走馬・種牡馬。主な勝ち鞍は2006年のシガーマイルハンデキャップ、UAEダービー、ジェロームブリーダーズカップハンデキャップ。

## 競走馬時代
2005年8月にニューヨーク州サラトガ競馬場のメイドン（未勝利戦）でデビューし勝利。その後ゴドルフィンにトレードされ、サイード・ビン・スルール厩舎へ転厩した。
2006年は3月のアリージトロフィーを勝った後UAEダービーに出走。日本から遠征したフラムドパシオン、無敗のウルグアイ三冠馬インヴァソールらを相手に圧勝した。その後アメリカクラシックには参戦せず休養。8月のアローワンスを11馬身差、10月のジェロームブリーダーズカップハンデキャップ（米G2）を10馬身1/4差で共に圧勝。11月のシガーマイルハンデキャップではダート8ハロンを1分32秒46という、1989年にイージーゴアが樹立したレコードにほぼ並ぶ好タイムで優勝、初G1制覇を達成した。
2007年にはドバイワールドカップへの参戦が決定。前哨戦としてG3バージュナハールに出走予定だったが熱発のため直前になって回避、直行でドバイワールドカップに臨むこととなった。ここでは前年のUAEダービー4着後アメリカでブリーダーズカップ・クラシックなどG1を5連勝していたインヴァソールとの再戦が注目を集めたが、レースでは道中最後方の位置取りから直線に向いても伸びることがなく、勝ったインヴァソールから23馬身離れた最下位の7着に敗れた。翌日の検査で喉に肉芽腫が発見され、治療のため半年間休養した。復帰戦は9月30日のG1ヴォスバーグステークスに出走し3着になる。そして、10月26日にこの年新設されたブリーダーズカップ・ダートマイルに出走したが、コリンシアンから15馬身差の3着に終わる。レース後に現役引退が発表された。

### 競走成績
| 出走日     | 競馬場           | 競走名             | 格 | 距離   | 着順 | 騎手             | 着差       | 1着（2着）馬        |
| ---------- | ---------------- | ------------------ | -- | ------ | ---- | ---------------- | ---------- | ------------------- |
| 2005.08.27 | サラトガ         | メイドン           |    | D6f    | 1着  | J.カステリャーノ | 3 1/2馬身  | (Superfly)          |
| 2006.03.09 | ナドアルシバ     | アリージトロフィー |    | D1600m | 1着  | L.デットーリ     | 4馬身      | (Golden Acer)       |
| 2006.03.25 | ナドアルシバ     | UAEダービー        | G2 | D1800m | 1着  | L.デットーリ     | 6馬身      | (Testimony)         |
| 2006.08.25 | サラトガ         | アローワンス       |    | D7f    | 1着  | G.ゴメス         | 11馬身     | (Accountforthegold) |
| 2006.10.01 | ベルモントパーク | ジェロームBCH      | G2 | D8f    | 1着  | G.ゴメス         | 10 1/4馬身 | (Valid Notebook)    |
| 2006.11.25 | アケダクト       | シガーマイルH      | G1 | D8f    | 1着  | G.ゴメス         | 3 1/4馬身  | (Badge of Silver)   |
| 2007.3.31  | ナドアルシバ     | ドバイワールドC    | G1 | D2000m | 7着  | L.デットーリ     | 23馬身     | Invasor             |
| 2007.9.30  | ベルモントパーク | ヴォスバーグS      | G1 | D6f    | 3着  | G.ゴメス         | 6馬身      | Fabulous Strike     |
| 2007.10.26 | モンマスパーク   | BCダートマイル     | LR | D8f    | 3着  | G.ゴメス         | 15馬身     | Corinthian          |

## 種牡馬時代
2008年からケンタッキー州レキシントンのジョナベルファームで種牡馬入りする。初年度の種付料は3万ドル。2011年に初年度産駒デビュー。
2017年より、日本へ輸入され、北海道沙流郡日高町にあるダーレー・ジャパン・スタリオン・コンプレックスで供用された。
2023年5月25日、病気のため、死亡した。
日本にも産駒が輸入されており、根岸ステークスを勝ったエアハリファなどがいる。

### 外国調教馬
※GI競走優勝馬のみ
- 2010年産
  - Dads Caps / ダッズキャップス（カーターハンデキャップ連覇）
  - Discreet Marq / ディスクリートマーク（デルマーオークス）
- 2011年産
  - Secret Compass / シークレットコンパス（シャンデリアステークス）
- 2015年産
  - Secret Spice / シークレットスパイス（ビホルダーマイルステークス）[4]

### 日本調教馬

#### グレード制重賞優勝馬
- 2009年産
  - エアハリファ（根岸ステークス）
- 2020年産
  - オオバンブルマイ（ゴールデンイーグル、京王杯2歳ステークス、アーリントンカップ[5]）
- 2022年産
  - エイシンワンド（小倉2歳ステークス）

#### 地方重賞優勝馬
- 2019年産
  - リンクスターツ（新緑賞）

## 血統表
| ディスクリートキャットの血統ストームキャット系 / Northern Dancer4×5=9.38%、Buckpasser4×5=9.38%、Ribot5×5=6.25%、Bold Ruler5×5=6.25% | ディスクリートキャットの血統ストームキャット系 / Northern Dancer4×5=9.38%、Buckpasser4×5=9.38%、Ribot5×5=6.25%、Bold Ruler5×5=6.25% | ディスクリートキャットの血統ストームキャット系 / Northern Dancer4×5=9.38%、Buckpasser4×5=9.38%、Ribot5×5=6.25%、Bold Ruler5×5=6.25% | （血統表の出典）          | （血統表の出典） |
| 父 Forestry 1996 鹿毛 | 父の父Storm Cat 1983 黒鹿毛 | Storm Bird | Northern Dancer           | Northern Dancer  |
| 父 Forestry 1996 鹿毛 | 父の父Storm Cat 1983 黒鹿毛 | Storm Bird | South Ocean               |                  |
| 父 Forestry 1996 鹿毛 | 父の父Storm Cat 1983 黒鹿毛 | Terlingua | Secretariat               | Secretariat      |
| 父 Forestry 1996 鹿毛 | 父の父Storm Cat 1983 黒鹿毛 | Terlingua | Crimson Saint             |                  |
| 父 Forestry 1996 鹿毛 | 父の母Shared Interst 1988 鹿毛 | Pleasant Colony | His Majesty               | His Majesty      |
| 父 Forestry 1996 鹿毛 | 父の母Shared Interst 1988 鹿毛 | Pleasant Colony | Sun Colony                |                  |
| 父 Forestry 1996 鹿毛 | 父の母Shared Interst 1988 鹿毛 | Surgery | Dr.Fager                  | Dr.Fager         |
| 父 Forestry 1996 鹿毛 | 父の母Shared Interst 1988 鹿毛 | Surgery | Bold Sequence             |                  |
| 母 Pretty Discreet 1992 鹿毛 | 母の父Private Account 1976 鹿毛 | Damascus | Sword Dancer              | Sword Dancer     |
| 母 Pretty Discreet 1992 鹿毛 | 母の父Private Account 1976 鹿毛 | Damascus | Kerala                    |                  |
| 母 Pretty Discreet 1992 鹿毛 | 母の父Private Account 1976 鹿毛 | Numbered Account | Buckpasser                | Buckpasser       |
| 母 Pretty Discreet 1992 鹿毛 | 母の父Private Account 1976 鹿毛 | Numbered Account | Intriguing                |                  |
| 母 Pretty Discreet 1992 鹿毛 | 母の母Pretty Persuasive 1988 鹿毛                                                                                                   | Believe It | In Reality                | In Reality       |
| 母 Pretty Discreet 1992 鹿毛 | 母の母Pretty Persuasive 1988 鹿毛                                                                                                   | Believe It | Breakfast Bell            |                  |
| 母 Pretty Discreet 1992 鹿毛 | 母の母Pretty Persuasive 1988 鹿毛                                                                                                   | Bury the Hatchet | Tom Rolfe                 | Tom Rolfe        |
| 母 Pretty Discreet 1992 鹿毛 | 母の母Pretty Persuasive 1988 鹿毛                                                                                                   | Bury the Hatchet | Christmas Wishes F-No.2-n |                  |